# Tony Amendola
Tony Amendola (24 augustus 1951, New Haven) is een Amerikaans acteur, die vooral bekend is van zijn rol als de Jaffa-meester Bra'tac in de serie Stargate SG-1 en als de terrorist/vrijheidsstrijder Edouard Kagame in de serie Continuum.

## Biografie
Tony Amendola werd geboren in New Haven. Hij studeerde aan de Southern Connecticut State University, alwaar hij in 1974 afstudeerde. Daarna ging hij naar de Temple-universiteit in Philadelphia, alwaar hij in 1977 afstudeerde met een Master in schone kunsten.
In 1978 vertrok Amendola naar Los Angeles om te gaan werken in de film- en televisie-industrie. Hoewel het eigenlijk zijn bedoeling was om maar tijdelijk naar Los Angeles te verhuizen, woont hij hier nog steeds. Hij is getrouwd.

## Filmografie

### Hoofdrollen
- Stargate SG-1 – als Bra'tac
- Blow
- The Mask of Zorro
- The Legend of Zorro
- Continuum – als Edouard Kagame
- Annabelle - als Father Perez
- The Curse of La Llorona - als Father Perez
- World of Warcraft - als Archmage Khadgar (2014-2024) en Odyn (2016)
- Star Wars Jedi: Fallen Order - als Eno Cordova
- Spin the Bottle - als vader Harris

### Gastrollen
- CSI:
  - "I-15 Murders" – als een handschriftexpert
  - "Viva Las Vegas" – als huisbaas
  - "Secrets and Flies" – als Professor Rambar
  - "Pirates of the Third Reich" als Professor Rambar
- Terminator: The Sarah Connor Chronicles – seizoen 1, aflevering 2, als Enrique
- Megiddo: The Omega Code 2 - als Father Tirmaco
- The West Wing – aflevering "Game On" – als de ambassadeur van de fictieve natie Qumar.
- Babylon 5:Crusade (The Needs of Earth) – als Natchok Var
- Lois & Clark: The New Adventures of Superman
- Seinfeld
- The Practice
- Pompeii: The Last Day - als Pomponianus
- Space: Above and Beyond
- Charmed
- The X Files
- Angel
- Once Upon A TIme
- Alias
- Star Trek: Voyager
- Kindred: The Embraced
- iCarly
- Star Wars: Tales of the Underworld